# Mykoła Szmatko
Mykoła Hawryłowycz Szmatko (ukr. Микола Гаврилович Шматько; ur. 17 sierpnia 1943 w mieście Krasnohoriwka, Obwód doniecki, zm. 15 września 2020) – ukraiński rzeźbiarz i malarz. Urodził się i tworzył na Ukrainie. Swoje prace realizował bez wsparcia ze strony rządu i sponsorów, stworzył ponad 750 (płaskorzeźb, reliefów wysokich i rzeźb oraz około 500 obrazów.

Rzeźba Matki Bożej w Ławrze Świętogórskiej, Swiatohirśk

W autorskiej kolekcji galerii "Shmatko and Sons", wystawionych jest 70 rzeźb z marmuru uralskiego i włoskiego oraz około 300 obrazów (malarstwo, grafika). W roku 2000 Szmatko został mianowany profesorem sztuki i sztuki twórczej Instytutu Moskiewskiego. W 2007 roku otrzymał nagrodę Lorenzo il Magnifico (Wawrzyńca Wspaniałego) na biennale we Florecji.
W roku 2004 Ławra Świętogórska powierzyła mu wykonanie z marmuru rzeźby Matki Bożej. Postać o wysokości 4,2 m została wyrzeźbiona z dwóch bloków marmuru „Ural” o masie 40 ton i ustawiona na 8-metrowym postumencie.

## Wystawy
- Stała wystawa w galerii „Shmatko & Sons”, 1985–1991, (Bołgrad, obwód odeski)
- Stała wystawa w galerii „Shmatko & Sons”, 1991–2003, (Krasnyj Łucz, obwód ługański)
- Wystawa indywidualna (Ługańsk) w 1992 r.
- Wystawa indywidualna (Kijów) w 1993 r.
- Wystawa indywidualna w „Instytucie światowej cywilizacji” w roku 2000 (Moskwa)
- Wystawa indywidualna w Doniecku w 2003 r.
- Stała wystawa w galerii „Shmatko & Sons, 2003–2004, (Słowiańsk, obwód doniecki)
- Stała wystawa w galerii „Shmatko & Sons” 2004–2010, (Ługańsk)
- Florence Biennale 2007 (Florencja, Włochy) – nagroda Lorenzo il Magnifico
- Florence Biennale 2009
- 2012: Art Monaco 2012, Monako